# Национал-коммунизм
Национа́л-коммуни́зм — идеология построения социалистического государства, а затем и коммунистического общества, основанная на национально-культурных особенностях народов, их географическом положении и историческом наследии. 
Национал-коммунизм отвергает замену национальной культуры и языка какой-либо одной всеобщей универсальной культурой и языком и выступает за построение независимого государства. Таким образом, национал-коммунистическая идеология противостоит космополитизму и глобализации.

## Происхождение

### XIX век
В течение десятилетия 1840-х годов слово «коммунист» стало широко использоваться для описания тех, кто приветствовал левое крыло Якобинского клуба Французской революции как своих идеологических предков. В 1847 году в Лондоне была основана Коммунистическая лига. Организация обратилась к Марксу и Энгельсу с просьбой подготовить проект «Манифеста коммунистической партии», который был принят лигой и опубликован в 1848 году. Манифест также включал ряд взглядов на роль нации. В преамбуле говорится, что «Манифест» возник в результате того, что европейцы разных стран собрались в Лондоне, чтобы опубликовать свои общие взгляды, цели и тенденции.  Затем в первой главе обсуждается, как подъем буржуазии привел к глобализации и национальным проблемам.
Национальный вопрос затрагивался классиками марксизма. Маркс и Энгельс различали термины «нация» и «национальность», под первым подразумевался этнос со своим государством, под вторым — этнос без государства, в том числе чехи, хорваты и румыны, которых называли «народы без истории», а также гэлы, бретонцы и баски, которых называли «остатки народов». Согласно Роману Роздольскому, в отличие от «наций», «национальностям» Маркс и Энгельс отказывали в политическом будущем.

### XX век
Милован Джилас популяризировал термин «национальный коммунизм» в своей книге «Новый класс» (1957), где он писал: «Ни одна форма коммунизма... не существует иначе, как как национальный коммунизм. Чтобы сохранить себя, она должна стать национальной». Несколькими годами ранее бывший коммунист Манабендра Рой сказал: «Коммунизм в Азии — это, по сути, национализм, окрашенный в красный цвет». Антон Паннекук, голландский левый коммунист, и российские монархисты Николай Устрялов и Василий Шульгин заявили в 1920 году, что русские первыми национализировали коммунизм. Они обратили внимание на то, насколько большевики отличались от всех других европейских социал-демократических партий по структуре и идеологии, а также на то, что Большевистская партия Владимира Ленина (сформированная из левого крыла Российской социал-демократической рабочей партии) может быть считается первой национальной коммунистической партией. В марте 1918 года Ленин переименовал свою партию в Российскую коммунистическую партию. Национал-коммунизм также относится к нерусским коммунистическим течениям, возникшим в бывшей царской империи после того, как Ленин захватил власть в результате Октябрьской революции, а также к различным коммунистическим режимам, возникшим после 1945 года в других частях мира.
Термин «национальный коммунизм» был принят небольшим количеством французских фашистов, таких как политик Пьер Клементи. Французская национал-коммунистическая партия существовала между 1934—1944 годами и поддерживала национально-коммунистическую платформу, известную своим сходством с фашизмом, и популяризировала расовый антисемитизм. Группа также была известна своей агитацией в поддержку общеевропейского национализма и ратташизма (французско-бельгийского унионизма), поддерживая контакты как в нацистской Германии, так и в Валлонии. Позже партия исключила из своего названия Национал-коммунистическую партию и переименовала себя во Французскую национал-коллективистскую партию.
Партия Мурба — индонезийская политическая партия, провозгласившая себя национал-коммунистической. Историк Герберт Фейт охарактеризовал профиль партии как «крайний национализм и мессианский социальный радикализм (чья зачаточная форма лишь слегка смягчалась марксистской и ленинистской теорией, на которую она претендовала), это была цитадель «оппозиционизма», политика отказа признать практические трудности правительств».

## Национал-коммунистические движения

### Украина
Национальная политика большевиков на Украине подвергалась критике в книге членов КП(б) Украины Сергея Мазлаха и Василия Шахрая «К волне. Что творится на Украине и с Украиной» (укр. До хвилі. Що діється на Вкраїні і з Україною?), опубликованной в начале 1919 году. Шахрай и Мазлах выступали за основание независимой, свободной Украины:

Дело самостоятельной Украины в мировой революции не безнадёжно, наоборот: международная революция — единственный путь к по-настоящему свободной, самостоятельной Украины.
Оригинальный текст (укр.)Справа самостійної України у світовій революції не безнадійна, навпаки – міжнародна революція – єдиний шлях до дійсно вільної, дійсно самостійної України.

Свои взгляды они свели к формуле:
- если Украина независима — тогда должно быть собственное правительство и своя партия;
- или Украина — это Южная Россия.

В марте 1919 года ЦК Компартии Украины постановило исключить Мазлаха и Шахрая из партии, однако вскоре они опять были восстановлены.
1919 год стал новым этапом в политической эволюции левых партий. Боротьбисты — левое крыло УПСР после антигетманского восстания выступили против Директории УНР. Они пытались создать украинскую Красную Армию, чтобы поставить большевистские войска из России перед фактом существования самостоятельной украинской советской власти. Это им не удалось. Большевики достаточно быстро заняли Украину, и боротьбисты перешли в легальную оппозицию к созданному ими режиму. В сторону национал-коммунизма эволюционировало и левое течение УСДРП (независимые). Они также не отступили с войсками Директории, а остались на советской территории, оказавшись в легальной оппозиции большевикам. В августе 1919 года эта группа объединилась с УПСР в одну политическую партию — Украинскую Коммунистическую партию (боротьбистов). 28 августа 1919 года эта партия предприняла попытку на правах отдельной секции войти в состав Интернационала. Но её заявка не была принята.
В январе 1920 года другой группой, состоящей преимущественно из выходцев из УСДРП, была создана Украинская коммунистическая партия. Она просуществовала до 1925 года, но также не была принята в Коминтерн.
В 1946 году в ФРГ украинскими мигрантами была основана Украинская революционно-демократическая партия на принципах национал-коммунизма Шахрая и Мазлаха. Левое крыло партии, под руководством Ивана Майстренко, вела в 1949—1959 годах публикацию ежемесячника Вперёд (укр. Вперед), который во многих вопросах основывался на идеях Шахрая. 

### Мусульманские регионы бывшей Российской империи
Открытый конфликт между видными мусульманскими теоретиками, такими как Мирсайд Султан-Галиев, с одной стороны, и Лениным и Сталиным, с другой, вспыхнул в 1919 году на Втором конгрессе Коммунистического Интернационала по поводу автономии Коммунистической партии мусульман, а также на съезде народов Востока и Первой конференции коммунистов тюркских народов Советской России, а также, что особенно важно, на X съезде РКП(б) (апрель 1921 г.). Кризис привел к чистке Коммунистической партии Туркестана в декабре 1922 года и аресту Султана-Галиева в 1923 году. Галиев был первым членом коммунистической партии, арестованным Сталиным. Непосредственной причиной его ареста стали комментарии к резолюциям XII съезда об уступках инородцам. Сталин был разгневан тем, что Галиев отверг его сопоставление великодержавного шовинизма с местным национализмом. Галиев отметил, что реакция на великодержавный шовинизм не является национализмом, а просто реакцией на великодержавный шовинизм. Через девять дней его арестовали.
В это время Султан-Галиев, Турар Рыскулов, Нариман Нариманов и Ахмет Байтурсунов пользовались большим влиянием, особенно через Коммунистический университет трудящихся Востока, который открылся в 1921 году и действовал очень активно, пока в 1924 году его штат не был подвергнут чистке. Коммунисты извне Советского Союза, такие как Манабендра Натх Рой, Хенк Сневлит и Султан Заде, также преподавали там, формулируя аналогичные политические позиции. Среди студентов университета были Сен Катаяма, Тан Малака, Лю Шаоци и Хо Ши Мин.
Великая чистка в мусульманских республиках началась в 1928 году с казней Вели Ибраимова из Татарской коммунистической партии и Милли фирка, за которыми последовали лидеры «Хуммета», Татарской коммунистической партии и Татарского союза безбожников. То же произошло и в Азербайджане и Казахстане.

### Румыния

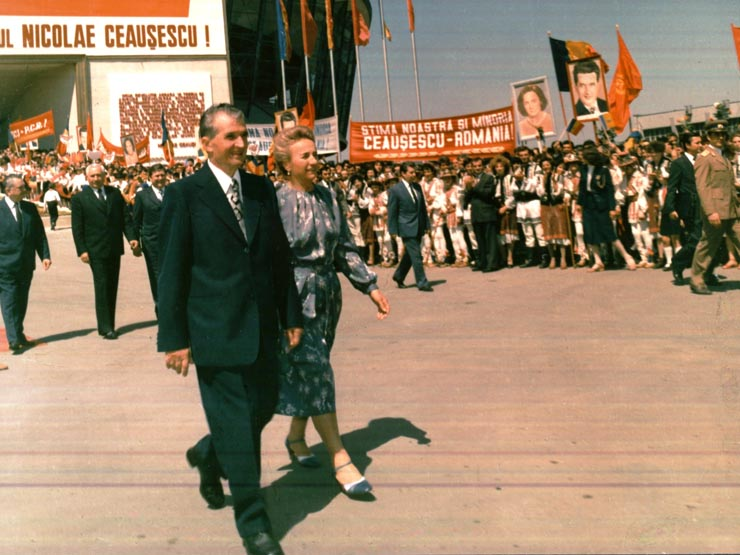
Николае Чаушеску вместе с его женой Еленой. При Чаушеску румынский национализм стал частью внутренней политики страны.

Хотя термин «национал-коммунизм» никогда официально не использовался Коммунистической партией Румынии, он использовался для описания идеологии Социалистической Республики Румыния в период с начала 1960-х по 1989 год. Георге Георгиу-Деж первоначально сделал акцент на румынском национализме, когда попыталась проводить более автономную внутреннюю и внешнюю политику, независимую от Советского Союза. Кульминацией этого стал 1964 год, когда Георгиу-Деж объявил «декларацию независимости», отказавшись от идеологии интернационализма. Преемник Георгиу-Дежа, Николае Чаушеску, развил это дальше, объединив как марксистско-ленинские принципы, так и доктрины румынского национализма . В 1971 году Чаушеску своим манифестом «Июльские тезисы» провозгласил национальную культурную революцию. Национал-коммунизм в Румынии был построен вокруг культа личности Чаушеску и идеализации румынской истории, также известной как протохронизм. Главным аргументом догмата была бесконечная и единодушная борьба на протяжении двух тысячелетий за достижение единства и независимости.
Частью румынского национал-коммунизма была реабилитация румынских исторических деятелей, ранее осужденных коммунистическим режимом . Примеры включают историка-националиста Николае Йоргу и Йона Антонеску. Эти деятели считались румынскими патриотами, несмотря на их сильные антикоммунистические взгляды.

### Северная Корея

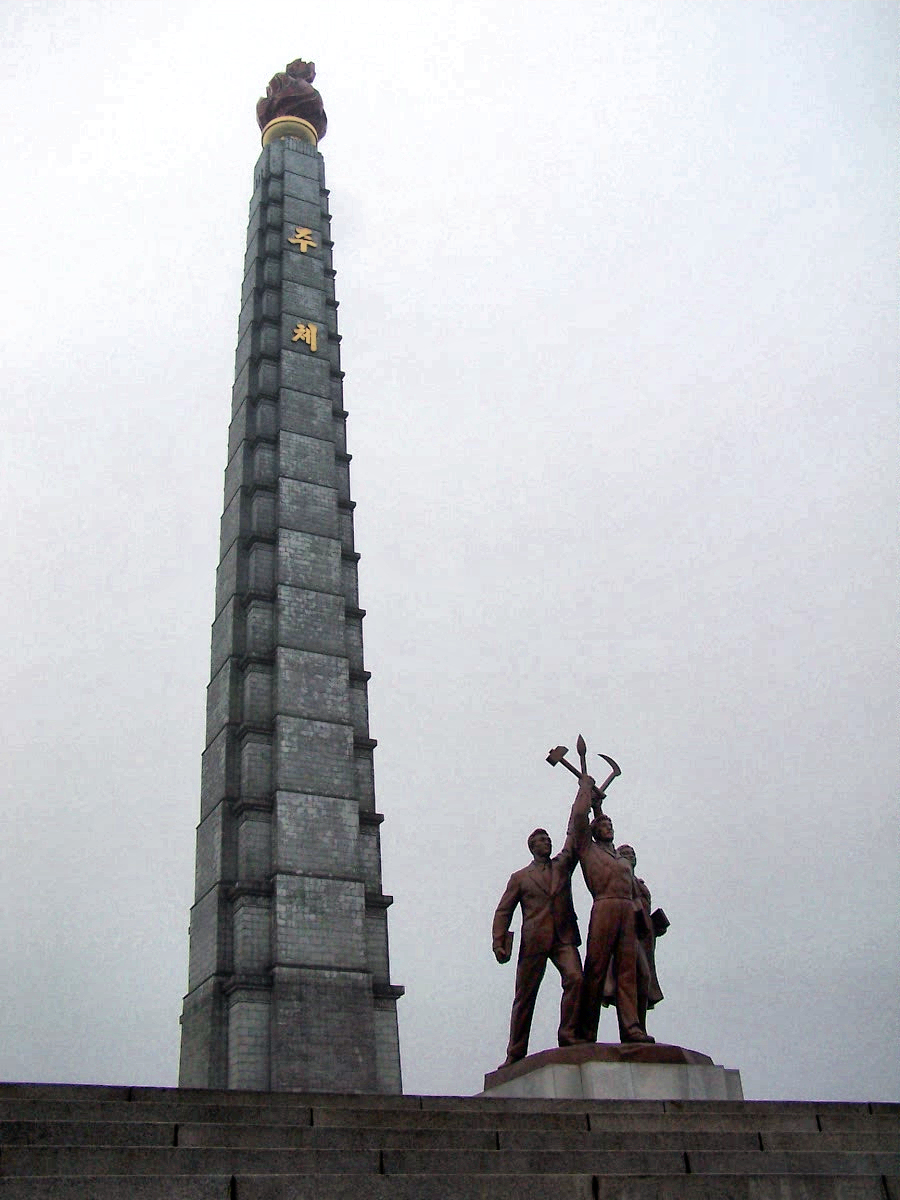
Монумент Чучхе в Пхеньяне

Чучхе — северокорейская национал-коммунистическая идеология, разработанная Ким Ир Сеном и официально утверждена Трудовой Партией Кореи в качестве государственной идеологии КНДР. На сегодняшний день Северная Корея является единственной современной страной, где официально принята национал-коммунистическая идеология.

### Камбоджа
Одним из наиболее радикальных примеров национал-коммунизма считается режим красных кхмеров в Демократической Кампучии (1975–1979) под руководством Пол Пота, где коммунистическая модель была тесно связана с кхмерским этноцентризмом, антиреформизмом, антиинтеллектуализмом и изоляционизмом. В рамках построения аграрного утопического государства осуществлялась политика этнических чисток, массовых репрессий и уничтожения городского населения.